# 美洲螯龍蝦
美洲螯龍蝦（学名：Homarus americanus），又被另取小名稱為波士頓龍蝦、美国大龙虾。與真正野生生長於海水的龍蝦不同。分布於大西洋的北美洲海水水域，特別是加拿大海洋省份、紐芬蘭與拉布拉多、美國緬因州和麻薩諸塞州。美洲螯龍蝦雖然名字中帶有「龍蝦」二字，但實際上跟龍蝦屬的物種在外型及分類地位完全不同。美洲螯龍蝦屬於螯龍蝦屬，不屬於分類學定義上的龍蝦。

## 特徵
體長從20到60公分不等，體重從½到4公斤不等；但根據金氏世界記錄，最大的重達20.14公斤，全長從尾部到大螯尖端為1.06公尺，1977年捕獲於加拿大新斯科舍外海，是世界上可長到最重的海洋甲殼類。
體色正常為橄欖綠或綠褐色，橘色、紅褐色或黑色的個體也不難見到，但約200萬分之一為藍色；黃色變異更罕見，出現機率約3000萬分之一。和龍蝦(Palinuridae)最大的不同是：第一步足為一對大螯，一側的螯稍大於另一側。體表光滑，觸角較細。

## 生態
美洲螯龍蝦生活於淺海的岩礁中或在沙礫底挖孔生活。美洲螯龍蝦只能在脫殼後的短暫時間進行交配。在幼年時一年約脫殼2 ~ 3 次，成年後 (4 ~ 7歲) 一年約脫殼一次。
壽命相當長，一般相信此種螯龍蝦可以活超過50年，如果没有污染和捕捞，还能活得更久。
美洲螯龍蝦以魚類、其他小型甲殼類及貝類為食，偶爾也會吃海中植物。天敵則有鱈魚、比目魚等。

## 經濟重要性
美洲螯龍蝦是美國東北部的名產，在当地甚至被做成了风向标。人工養殖是可行的，但較傳統捕撈方式要昂貴。
美洲螯龍蝦是北美人民传统的美食，一般清蒸或水煮後劈成两半，灑上檸檬汁或抹上奶油就可上桌，也可以碳烤后撒上胡椒，或是把肉剔出来，拌上酱料，夹在长条面包里做成虾卷。以前，厨师会把活虾直接放进热锅里，现在出于动物福利考虑，推崇先把它们电死再下锅。和龙虾相比，美洲螯龙虾除了虾身，还多了两只大螯里的肉。

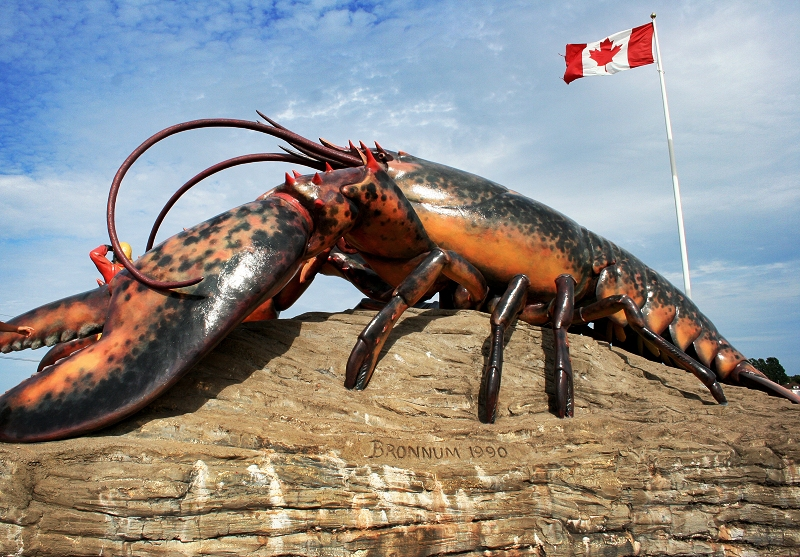
位于加拿大新不伦瑞克省谢迪亚克的世界最大龙虾雕塑
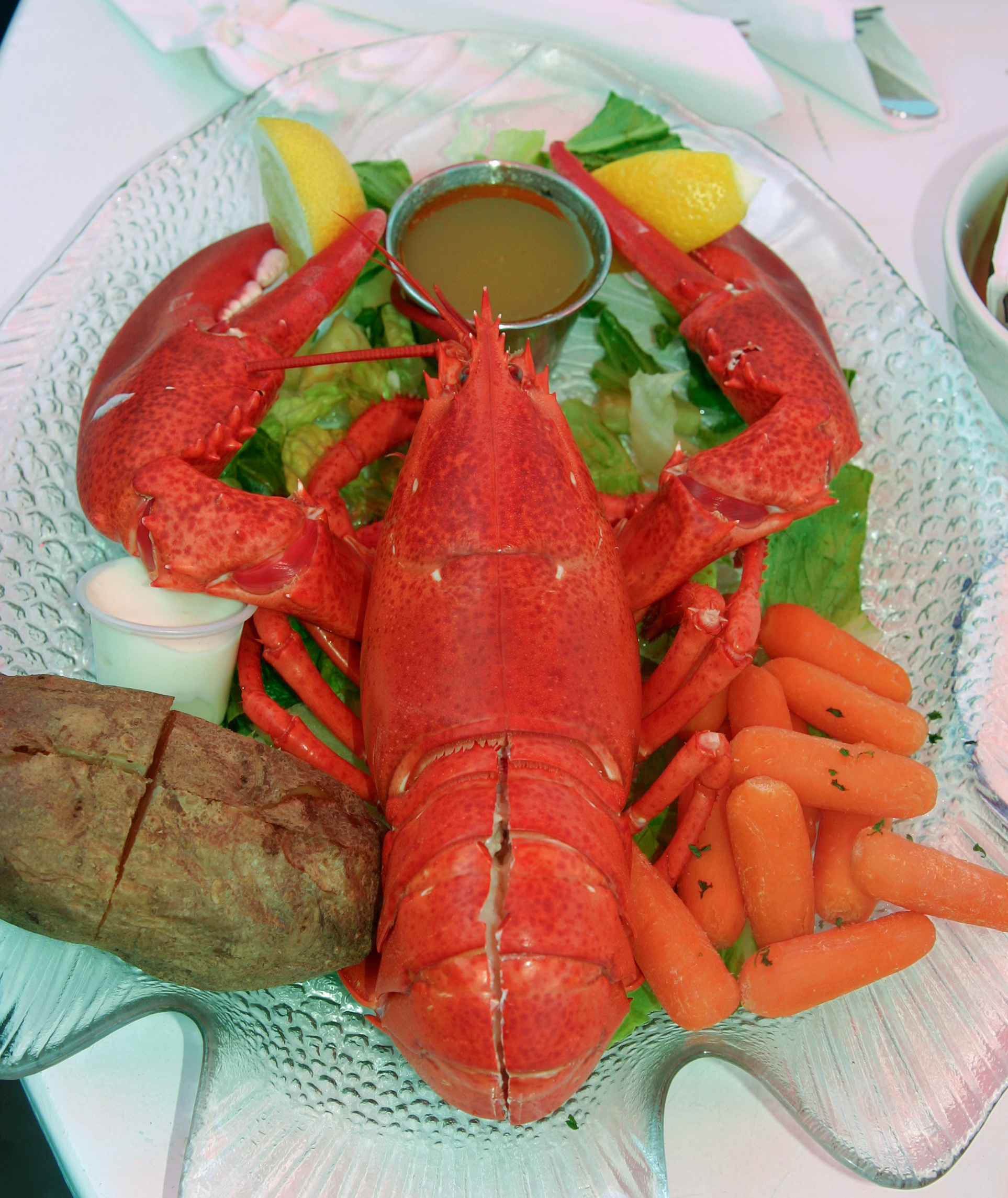
螯龍蝦大餐
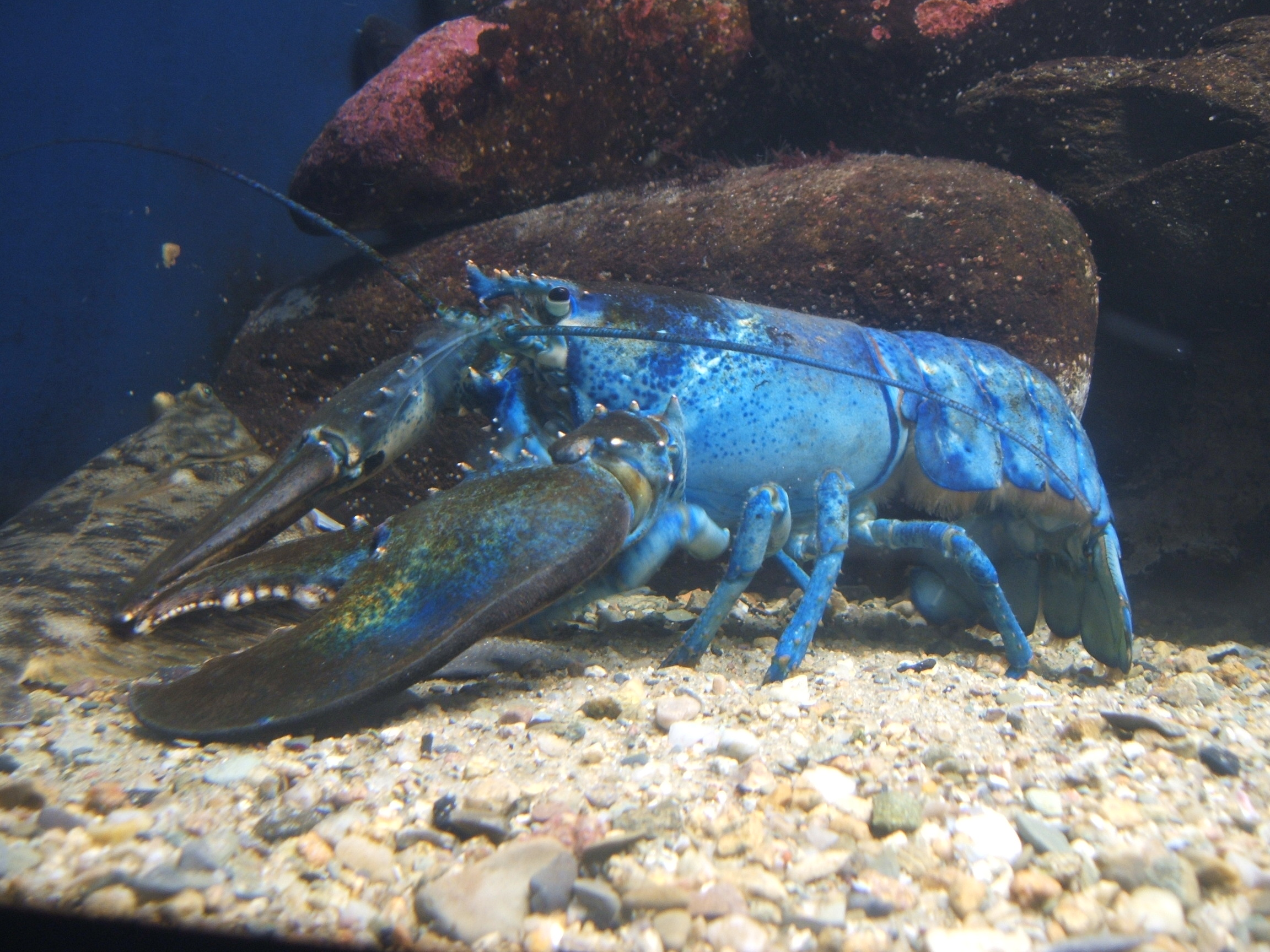
罕見的藍色變異種
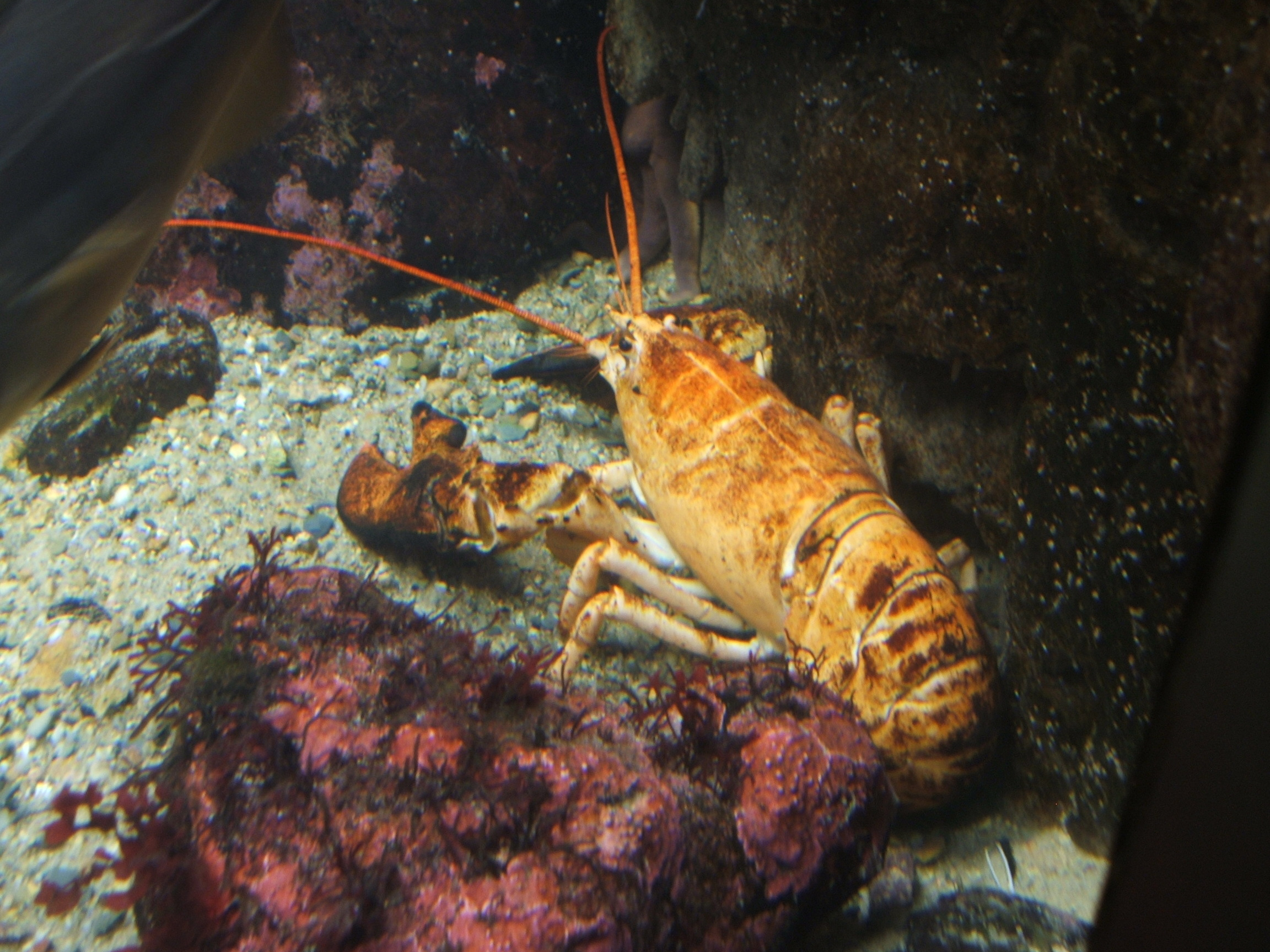
更罕見的黃色變異種